# Kimberly Hill
Kimberly Hill est une joueuse de volley-ball américaine née le 30 novembre 1989 à Portland (Oregon). Elle mesure 1,93 m et joue au poste de réceptionneuse-attaquante. Elle totalise 58 sélections en équipe des États-Unis.

## Clubs
| Club                    | De        | À         |
| ----------------------- | --------- | --------- |
| Pepperdine University   | 2008-2009 | 2011-2012 |
| Atom Trefl Sopot        | 2013-2014 | 2013-2014 |
| AGIL Volley             | 2014-2015 | 2014-2015 |
| Vakıfbank İstanbul      | 2015-2016 | 2016-2017 |
| Imoco Volley Conigliano | 2017-2018 | en cours  |

## Palmarès

### Équipe nationale
- Jeux olympiques
  -  2016 à Rio de Janeiro.
- Championnat du monde
  -  : 2014.
- Grand Prix mondial
  - Vainqueur : 2015.
  - Finaliste : 2016.
- World Grand Champions Cup
  - Finaliste : 2013.
- Coupe panaméricaine
  -  : 2013[3]
- Championnat d'Amérique du Nord
  - Vainqueur : 2013.
  - Finaliste : 2019.

### Clubs
- Championnat du monde des clubs
  - Vainqueur : 2017, 2019.
- Ligue des champions
  - Vainqueur : 2017, 2021.
  - Finaliste : 2019.
- Supercoupe de Pologne
  - Finaliste : 2013.
- Coupe d'Italie
  - Vainqueur : 2015, 2020, 2021.
  - Finaliste : 2019.
- Championnat d'Italie
  - Vainqueur : 2018, 2019, 2021.
  - Finaliste : 2015.
- Supercoupe d'Italie
  - Vainqueur : 2018, 2019, 2020.
  - Finaliste : 2016, 2019.
- Championnat de Turquie
  - Vainqueur : 2016.
- Coupe de Turquie
  - Finaliste : 2017.

### Distinctions individuelles
- Championnat du monde de volley-ball féminin 2014 : 2e meilleure réceptionneuse-attaquante  et MVP[4].
- Ligue des champions féminine de volley-ball 2015-2016 : 2e meilleure réceptionneuse-attaquante[5].
- Grand Prix mondial de volley-ball 2016 : 2e meilleur réceptionneuse-attaquante[6].
- Championnat d'Amérique du Nord féminin de volley-ball 2019 : meilleure attaquante[7].